# Paolo Panzeri
Paolo Panzeri (Pontida, 7 aprile 1965) è un ultramaratoneta italiano.

## Biografia
Detiene il record italiano dei 50 km su pista, in 2h56'27", stabilito il 23 marzo 1996 ad Alzano Lombardo. Detiene inoltre anche il record italiano delle 30 miglia (3h10'23") e con il tempo di 7h15'32" nei 100 km su pista, ha stabilito la miglior prestazione mondiale sulla distanza nel 1997. Il suo personale nei 100 km su strada (7h02'57", stabilito nel 1997) è la trentesima miglior prestazione italiana di sempre sulla distanza.
In carriera ha vinto per 2 volte la 50 km di Romagna e si è piazzato per due volte nelle prime dieci posizioni (un ottavo ed un decimo posto) alla 100 km del Passatore e per due volte nelle prime dieci posizioni (un sesto ed un nono posto) alla Pistoia-Abetone Ultramarathon.

## Campionati nazionali
1995
- 68º ai campionati italiani di maratona - 2h36'07"

1997
- 42º ai campionati italiani di maratona - 2h34'17"

## Altre competizioni internazionali
1988
- 118º alla 100 km del Passatore ( Firenze-Faenza) - 10h30'48"

1989
- 19º alla 100 km del Passatore ( Firenze-Faenza) - 8h40'22"
- Oro alla 50 km lungo l'Adda - 3h14'00"

1991
- 43º alla 100 km del Passatore ( Firenze-Faenza) - 8h24'00"

1992
- 12º alla 100 km del Passatore ( Firenze-Faenza) - 7h48'01"
- 9º alla Pistoia-Abetone Ultramarathon ( Pistoia), 53 km - 3h59'38"

1993
- 8º alla 100 km del Passatore ( Firenze-Faenza) - 7h24'20"
- 6º alla Pistoia-Abetone Ultramarathon ( Pistoia), 53 km - 3h47'40"
- Argento alla 50 km di Romagna ( Castel Bolognese) - 3h00'13"

1994
- Bronzo alla 50 km di Romagna ( Castel Bolognese) - 2h56'34"
- Oro alla 50 km lungo l'Adda - 3h12'02"
- 42º alla Maratona di Cesano Boscone ( Cesano Boscone) - 2h34'17"

1995
- 10º alla 100 km del Passatore ( Firenze-Faenza) - 7h48'26"
- Oro alla 50 km di Romagna ( Castel Bolognese) - 2h53'36"
- Oro alla 50 km lungo l'Adda - 2h58'00"
- 68º alla Maratona di Venezia ( Venezia) - 2h36'07"

1996
- 22º alla Notte delle Fiandre ( Torhout), 100 km - 7h57'26"
- 31º alla 100 km di Cléder ( Cléder) - 7h31'57"
- Oro alla 50 km di Romagna ( Castel Bolognese) - 2h57'01"
- Oro come split della 6 ore Bergamasca[10] ( Alzano Lombardo) (su pista) - 2h56'27"
- 14º alla mezza maratona di Imperia ( Imperia) - 1h13'20"

1997
- 4º alla 100 km di Mulhouse ( Mulhouse) - 7h02'57"
- Oro alla 100 km Parco Lago Segrino ( Lago del Segrino) - 7h11'38"
- Oro alla 100 km de la ville de Nantes ( Nantes) - 7h15'32"
- 6º alla 50 km di Romagna ( Castel Bolognese) - 3h06'24"
- Oro alla 50 km lungo l'Adda - 2h55'05"
- 5º alla 50 km di Terno d'Isola ( Terno d'Isola) - 3h21'26"
- 9º alla Maratona di Piacenza ( Piacenza) - 2h34'11"

1998
- Oro alla 50 km lungo l'Adda - 3h03'09"

1999
- 59º alla 50 km di Romagna ( Castel Bolognese) - 3h50'12"
- Oro alla 50 km lungo l'Adda - 3h09'20"

2000
- 12º alla 50 km di Romagna ( Castel Bolognese) - 3h17'25"

2002
- 9º alla Strasimeno ( Castiglione del Lago), 60 km - 4h38'09"[11]
- 20º alla Milano-Pavia ( Milano-Pavia), 33 km - 2h05'08"[12]

2003
- 10º alla Corri per Sanremo ( Sanremo) - 1h17'23"

2004
- 10º alla Maratona sul Brembo ( Treviolo) - 2h54'35"[13]

2005
- 6º alla 50 km lungo l'Adda - 3h16'41"
- 5º alla 50 km Città di Sanremo ( Sanremo) - 3h31'04"
- 9º alla Milano-Pavia ( Milano-Pavia), 33 km - 2h04'05"[14]

2006
- 80º alla Mezza maratona di Busto Arsizio ( Busto Arsizio) - 1h22'33"[15]
- 39º alla Mezza maratona di Bergamo ( Bergamo) - 1h22'45"[16]

2007
- 9º alla Maratona sul Brembo ( Treviolo) - 2h51'18"[17]
- 11º alla Maratonina di Cernusco Lombardone ( Cernusco Lombardone) - 1h15'38"
- 23º alla Mezza maratona di Bergamo ( Bergamo) - 1h17'36"[18]

2008
- 35º alla Mezza maratona di Bergamo ( Bergamo) - 1h20'52"[19]

2009
- Argento all'Ultramaratona Città di Fano ( Fano), 6 h - 73,358 km
- Argento alla 6 h dei Marciacaratesi ( Seregno) - 72,135 km
- 15º alla Maratona di Bergamo ( Bergamo) - 2h59'09"[20]

2010
- 18º alla 6 ore dei Templari ( Banzi) - 64,487 km
- 22º alla Maratona di Bergamo ( Bergamo) - 3h05'36"[21]

2011
- 4º alla Self Trascendence 6 h Race ( San Vito di Gaggiano) - 69,050 km
- Bronzo alla 50 km lungo il mare ( Vallecrosia) - 3h47'57"
- 63º alla Milano Marathon ( Milano) - 2h54'36"
- 42º alla Maratona di Custoza ( Sommacampagna) - 3h08'58"[22]

2012
- 29º alla Mezza maratona di Colico ( Colico) - 1h21'29"

2019
- Oro alla 6 ore di Curno ( Curno) - 68,481 km
- 16º al Canto Ultra Trail, 65 km - 10h42'31"